# Kristin Kleber
Kristin Kleber (* 1973) ist eine deutsche Altorientalistin und Hochschullehrerin.

## Leben
Nach dem Magisterstudium (1994–2001) in Altorientalischer Philologie, Vorderasiatischer Altertumskunde und Semitistik an der FU Berlin, dem Auslandsstudium (1998–1999) an der Johns Hopkins University und nach der Promotion in Altorientalischer Philologie 2008 an der  Westfälischen Wilhelms-Universität Münster lehrte sie seit 2010 in Amsterdam, von 2018 bis 2020 als ordentliche Professorin für Altorientalistik (Hoogleraar Taal en Cultuur van het Oude Nabije Oosten) an der Vrije Universiteit Amsterdam. Seit 2020 ist sie Professorin für Altorientalistik an der Universität Münster.

## Schriften (Auswahl)
- Tempel und Palast. Die Beziehungen zwischen dem König und dem Eanna-Tempel im spätbabylonischen Uruk. Münster 2008, ISBN 978-3-86835-016-6 (Dissertation).
- mit Reinhard Pirngruber (Hrsg.): Silver, money and credit. A tribute to Robartus J. van der Spek on the occasion of his 65th birthday. Leiden 2016, ISBN 90-6258-339-3.
- Spätbabylonische Texte zum lokalen und regionalen Handel sowie zum Fernhandel aus dem Eanna-Archiv. Islet-Verlag, Dresden 2017, ISBN 978-3-9814842-6-7.
- mit Georg Neumann und Susanne Paulus (Hrsg.): Grenzüberschreitungen. Studien zur Kulturgeschichte des Alten Orients. Festschrift für Hans Neumann zum 65. Geburtstag am 9. Mai 2018. Zaphon, Münster 2018, ISBN 3-96327-010-1.
- (Hrsg.): Taxation in the Achaemenid Empire. Harrassowitz, Wiesbaden 2021, ISBN 978-3-447-11597-1.